# Aşağioba (Araç)
Aşağioba is een dorp in het Turkse district Araç en telt 63 inwoners.
| Jaartal | totaal | man | vrouw |
| ------- | ------ | --- | ----- |
| 2018    | 63     | 29  | 34    |
| 2017    | 49     | 22  | 27    |
| 2016    | 52     | 24  | 28    |
| 2015    | 58     | 30  | 28    |
| 2014    | 54     | 27  | 27    |
| 2013    | 58     | 28  | 30    |
| 2012    | 60     | 29  | 31    |
| 2011    | 54     | 23  | 31    |
| 2010    | 54     | 23  | 31    |
| 2009    | 56     | 26  | 30    |
| 2008    | 62     | 29  | 33    |
| 2007    | 62     | 26  | 36    |

Centrale districtsplaats (İlçe Merkezi): Araç
Dorpen (Köyler):
Ahatlar · Akgeçit · Akincilar · Aksu · Aktaş · Alakaya · Alinören · Aşaği İkizören · Aşağiçobanözü · Aşağiilipinar · Aşağioba · Aşağiyazi · Avlacik · Avlağiçayiri · Bahçecik · Balçikhisar · Başköy · Bektüre · Belen · Belkavak  · Buğdam · Celepler · Cevizlik · Çalköy · 
Çamalti · Çavuşköy · Çaykaşi · Çerçiler · Çöplüce · Çubukludere · Çukurpelit · Damla · Değirmençay · Dereçati · Deretepe · Doğanca · Doğanpinar · Doruk · Ekinözü · Erekli · Eskiiğdir · Findikli · Gemi · Gergen · Gökçeçat · Gökçesu · Gölcük · Gülükler · Güzlük · Haliloba · Hanözü  · Hatipköy · Huruçören · İğdir · İğdirkişla · İhsanli · Karacalar · Karacik · Karakaya · Karcilar · Kavacik · Kavakköy · Kayabaşi · Kayaboğazi · Kayaören · Kemerler · Kişlaköy · Kiyan · Kiyidibi · Kizilören · Kizilsaray · Kirazli · Kovanli · Köklüdere · Köklüyurt · Köseköy · Muratli · Müslimler · Okçular · Okluk · Olucak · Oycali · Ömersin · Özbel · Palazlar · Pelitören · Pinarören · Recepbey · Saltuklu · Samatlar-Bucak Merkezi · Sarihaci · Sarpun · Serdar · Siragömü · Sofçular · Susuz-Bucak Merkezi · Sümenler · Şehrimanlar · Şenyurt · Şiringüney · Taşpinar · Tatlica · Tavşanli · Tellikoz · Terke · Tokatli · Toygaören · Tuzakli · Uğruköy · Üçpinar · Yenice · Yeşilova · Yukari İkizören · Yukariçobanözü · Yukarigüney · Yukariilipinar · Yukarioba · Yukariyazi · Yurttepe